# Stefan Persson (ishockeyspelare)
Eric Stefan Persson, född 22 december 1954 i Bjurholms församling, Västerbottens län, är en svensk före detta professionell ishockeyspelare. Han flyttade i unga år till Piteå. Persson var försvarsspelare och har med NHL-laget New York Islanders vunnit Stanley Cup fyra gånger: 1980, 1981, 1982 och 1983. 1976 och 1977 vann han även SM-guld med Brynäs.
Tillsammans med Anders Kallur och Bob Nystrom var han den första spelaren från Europa och således också den första svensken att vinna Stanley Cup.
Persson var uttagen i Tre Kronor i VM i ishockey 1977, där laget vann silvermedaljer. Han var också med i Canada Cup 1981 med en femte plats som resultat.
Åren 2003 till 2006 kommenterade han SM-slutspelet tillsammans med Robert Perlskog i TV 4.
Han blev invald i Piteå Wall of Fame 2006.
Persson mottog Victoriastipendiet 1980.
Han var 1977–1994 gift med spelentreprenören Ulla Björkman (född 1939).

## Statistik

### Klubbkarriär
| 1970–71                    | Piteå HC                   | Div. II                    | 8   | 0  | 1   | 1   | –   | –   | – | –  | –  | –  |
| 1971–72                    | Piteå HC                   | Div. II                    | 18  | 5  | 1   | 6   | –   | –   | – | –  | –  | –  |
| 1972–73                    | Piteå HC                   | Div. II                    | 16  | 6  | 7   | 13  | –   | –   | – | –  | –  | –  |
| 1973–74                    | Brynäs IF                  | Div. I                     | 35  | 5  | 6   | 11  | 46  | –   | – | –  | –  | –  |
| 1974–75                    | Brynäs IF                  | Div. I                     | 30  | 5  | 7   | 12  | 34  | –   | – | –  | –  | –  |
| 1975–76                    | Brynäs IF                  | Elitserien                 | 34  | 8  | 9   | 17  | 51  | 4   | 0 | 2  | 2  | 10 |
| 1976–77                    | Brynäs IF                  | Elitserien                 | 31  | 5  | 13  | 18  | 70  | 4   | 1 | 0  | 1  | 2  |
| 1977–78                    | New York Islanders         | NHL                        | 66  | 6  | 50  | 56  | 54  | 7   | 0 | 2  | 2  | 6  |
| 1978–79                    | New York Islanders         | NHL                        | 78  | 10 | 56  | 66  | 57  | 10  | 0 | 4  | 4  | 8  |
| 1979–80                    | New York Islanders         | NHL                        | 73  | 4  | 35  | 39  | 76  | 21  | 5 | 10 | 15 | 16 |
| 1980–81                    | New York Islanders         | NHL                        | 80  | 9  | 52  | 61  | 82  | 7   | 0 | 5  | 5  | 6  |
| 1981–82                    | New York Islanders         | NHL                        | 70  | 6  | 37  | 43  | 99  | 13  | 1 | 14 | 15 | 9  |
| 1982–83                    | New York Islanders         | NHL                        | 70  | 4  | 25  | 29  | 71  | 18  | 1 | 5  | 6  | 18 |
| 1983–84                    | New York Islanders         | NHL                        | 75  | 9  | 24  | 33  | 65  | 16  | 0 | 6  | 6  | 2  |
| 1984–85                    | New York Islanders         | NHL                        | 54  | 3  | 19  | 22  | 30  | 10  | 9 | 4  | 4  | 4  |
| 1985–86                    | New York Islanders         | NHL                        | 56  | 1  | 19  | 20  | 40  | —   | — | —  | —  | —  |
| 1986–87                    | Borås HC                   | Div. II                    | 32  | 5  | 18  | 23  | —   | —   | — | —  | —  | —  |
| 1987–88                    | Borås HC                   | Div. II                    | 12  | 3  | 7   | 10  | —   | —   | — | —  | —  | —  |
| 1989–90                    | Borås HC                   | Div. II                    | 32  | 7  | 23  | 30  | 125 | —   | — | —  | —  | —  |
| Div. 1 + Elitserien totalt | Div. 1 + Elitserien totalt | Div. 1 + Elitserien totalt | 130 | 23 | 35  | 58  | 201 | 8   | 1 | 2  | 3  | 12 |
| NHL totalt                 | NHL totalt                 | NHL totalt                 | 622 | 52 | 317 | 369 | 574 | 102 | 7 | 50 | 57 | 69 |

### Internationellt
| År     | Lag     | Turnering |    | Matcher | Mål | Assist | Poäng | Utv |
| ------ | ------- | --------- | -- | ------- | --- | ------ | ----- | --- |
| 1977   | Sverige | VM        | 10 | 3       | 0   | 3      | 20    |     |
| 1981   | Sverige | CC        | 5  | 0       | 0   | 0      | 2     |     |
| Totalt | Totalt  | Totalt    | 15 | 3       | 0   | 3      | 22    |     |